# پریسلتسی (استان وارنا)
پریسلتسی (به بلغاری: Priseltsi) یک منطقهٔ مسکونی در بلغارستان است که در شهرستان آورن واقع شده‌است.